# José Perurena
José Perurena López (* 4. April 1945) ist ein spanischer Sportfunktionär.
In den 1960er Jahren war er im Kanurennsport aktiv und nahm an den Olympischen Spielen 1968 in Mexiko-Stadt im Vierer-Kajak teil. Das spanische Boot schied dort allerdings im Hoffnungslauf aus.
Der mehrfache spanische Meister war beruflich nach seiner Karriere in der IT-Branche aktiv, blieb jedoch dem Sport verbunden.
Er war seit 1984 im spanischen Olympischen Komitee aktiv. Von 1987 bis 2001 war er dessen Vize-Präsident.
Im spanischen Kanu-Verband International Canoe Federation (ICF) war er von 1988 bis 2000 Vize-Präsident, danach bis 2004 Generalsekretär, um von 2005 bis 2008 dessen erster Vizepräsident und von 2008 bis 2021 dessen Präsident zu werden.
Von 2011 bis 2019 war er Mitglied des Internationalen Olympischen Komitees (IOC).
Im April 2014 wurde Perurena zum Präsidenten der International World Games Association (IWGA) gewählt.